# Dungfliegen
Die Dungfliegen (Scathophagidae) sind eine kleinere Fliegen-Familie innerhalb der Muscoidea, die zu den Brachycera und Cyclorrhapha gehören. Sie werden 4 bis 15 mm lang. Vorwiegend sind sie dunkel (auch metallisch glänzend) oder gelb und stark behaart und beborstet. Wegen der Gattung Scathophaga werden sie auch insgesamt als „Dungfliegen“ bezeichnet, obwohl die große Mehrheit der ca. 500 beschriebenen Arten (in ca. 66 Gattungen; in Mitteleuropa ca. 140 Arten) ökologisch gar nichts mit Exkrementen zu tun hat.

## Merkmale

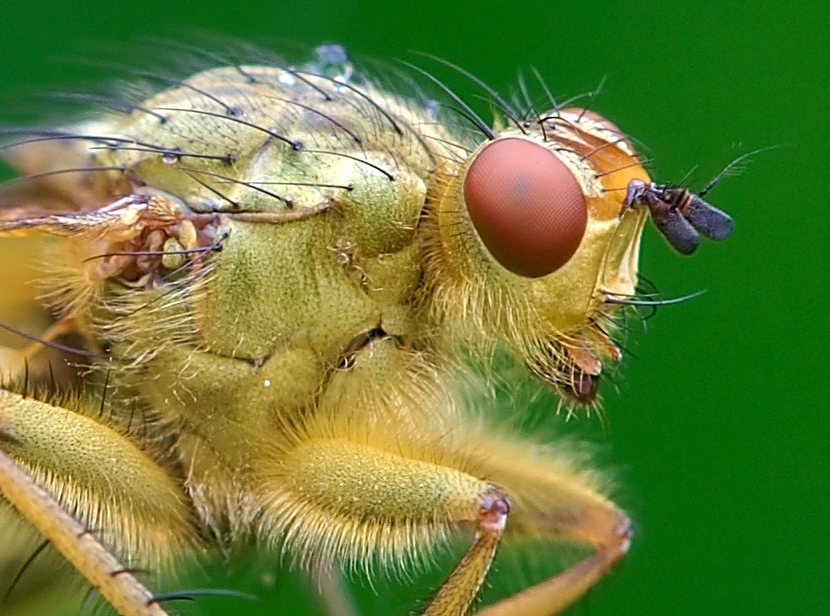
Vorderleib der Scathophaga

Die Larven (Maden), die zwei Fortsätze am Hinterleibsende zur Atmung besitzen (sogenannte Stigmen-Träger), leben als Blatt-Minierer, Stamm- und Samenkapsel-Bohrer in Pflanzen (meist Monocotylen), als sich von anderen Insekten ernährenden Räubern im Wasser oder allgemein in feuchten Biotopen (wie Tanghaufen, verrottenden Früchten oder auch Dung, einige auch an Aas). Die Imagines besuchen zwar gerne Blüten (z. B. von Umbelliferen) und saugen auch Nektar, sind aber kaum Bestäuber, sondern lauern hier wieder nur anderen Insekten auf, die sie mit ihren bestachelten Vorderbeinen packen und mit ihrem harten Rüssel aussaugen. Einige Arten leben nur von Pflanzensäften. In der Nähe von Viehweiden fangen sie gerne Schmeißfliegen, sind also als Nützlinge anzusehen. Bekannt sind sie durch oft komplexes Sexualverhalten, s. etwa.

## Verbreitung
Ihr Verbreitungszentrum lag offenbar in Ostasien, sie verbreiteten sich über die Paläarktis und Nearktis, kaum (nur 5 Arten) auf die Südhemisphäre, da sie wärmere Gebiete meiden. Als Kulturfolger kommen zwei Scathophaga-Arten allerdings auch in Südafrika und Brasilien vor. Fossil sind Scathophagiden vom Eozän an bekannt.

## Systematik
Man unterscheidet zwei Unterfamilien: die Delininae und die Scathophaginae.
Liste der Scathophagiden-Gattungen der Paläarktis von František Šifner (2008). Die meisten Gattungen sind holarktisch verbreitet; derzeit sind darin ca. 220 paläarktische Arten gültig.
- Delininae
  - Americina
  - Delina
  - Leptopa
  - Micropselapha
- Scathophaginae
  - Acanthocnema
  - Acerocnema
    - Acerocnema macrocera

  - Allomyella
  - Amaurosoma
  - Bostrichopyga
  - Bucephalina
  - Ceratinostoma
  - Chaetosa
  - Cleigastra
  - Coniosternum
  - Cordilura (auch Cordylura, ungültig)
  - Cosmetopus
  - Ernoneura
  - Gimnomera (auch Gymnomera, ungültig)
  - Gonarcticus
  - Gonatherus
  - Hexamitocera
  - Huckettia
  - Hydromyza
  - Langechristia
  - Lasioscelus
  - Megaphthalma
  - Megaphthalmoides
  - Microprosopa
  - Miroslava
  - Mixocordylura
  - Norellia
  - Norellisoma
  - Okeniella
  - Orthacheta
  - Paracosmetopus
  - Parallelomma
  - Phrosia
  - Pleurochaetella
  - Pogonota
  - Scathophaga (auch Scatophaga, ungültig); s. Scathophaga stercoraria
  - Scoliaphleps
  - Spathephilus
  - Spaziphora
  - Staegeria
  - Trichopalpus

## Namen: Scathophagidae und Scatophagidae
Scathophaga ist eine Wortprägung des Dipterologen Johann Wilhelm Meigen (1803), der hunderte wissenschaftliche Namen geschaffen hat. Ihm (oder einem Schriftsetzer bei Drucklegung) ist der Fehler unterlaufen, den Namen der Dungfliegen auf Scathophaga festzulegen, der orthographisch richtig Scatophaga lauten hätte sollen – offenbar ist das th durch das folgende ph ‚beeinflusst’ worden. Früher hat man solche orthographischen Fehler einfach korrigiert – auch Meigen selbst schrieb später (z. B. 1838) natürlich stets Scatophaga, weshalb selbst jetzt noch Scatophaga (und „Scatophagidae“) in der Literatur häufiger zu finden ist als '’Scathophaga’' (Scathophagidae). Heute aber ist (nach dem Prioritätsprinzip) allein die erst-veröffentlichte Namensform als die gültige anzusehen. Der Name der Fisch-Gattung Scatophagus zeigt die richtige Orthographie – beide Namen bedeuten „Kotfresser“ (σκῶρ, Genitiv σκατός „Dung“; ϕαγά(ς) und ϕάγος „-fresser“). Allerdings macht Meigens Fehler die beiden unterschiedlichen Familiennamen Scathophagidae (Dungfliegen) und Scatophagidae (Argusfische) erst möglich, deren letzterer ohne ihn etwa in „Scatophagusidae“ geändert hätte werden müssen. Sachlich ist der Name bei den Fliegen unzutreffend, da die Larven ja nicht unmittelbar (falls überhaupt) vom Dung leben, sondern (z. B.) räuberisch von anderen Insekten darin.